# Philotoceraeoides albulus
Philotoceraeoides albulus är en skalbaggsart som beskrevs av Stefan von Breuning 1957. Philotoceraeoides albulus ingår i släktet Philotoceraeoides och familjen långhorningar.
Artens utbredningsområde är Madagaskar. Inga underarter finns listade i Catalogue of Life.